# Jamie Lowery
James Matthew Lowery (Port Alberni, Brit Columbia, 1961. január 15. – ) kanadai válogatott labdarúgó. 

## Pályafutása

### Klubcsapatban
Port Alberniben, Brit Columbiában született. 1987 és 1992 között a Vancouver 96ers játékosa volt.

### A válogatottban
1986 és 1994 között 21 alkalommal szerepelt a kanadai válogatottban és 1 gólt szerzett. Részt vett az 1986-as világbajnokságon, ahol a Franciaország elleni csoportmérkőzésén csereként lépett pályára.Magyarország és a Szovjetunió ellen nem kapott lehetőséget. Játszott az 1991-es CONCACAF-aranykupán is és Mexikó ellen gólt szerzett.